# Mauro Ramos
Pour les articles homonymes, voir Ramos.
Mauro Ramos de Oliveira, plus connu sous le nom de Mauro Ramos, né le 30 août 1930 à Poços de Caldas (Brésil) et mort le 18 septembre 2002 dans la même ville, est un joueur et entraîneur de football brésilien.
Il joue au poste de défenseur central avec le São Paulo FC et le Santos FC, deux des principaux clubs du Brésil dans les années 1950 et 1960, avec lesquels il gagne de nombreux trophées. Avec l’équipe du Brésil, il remporte la Coupe du monde en 1958 puis, en tant que capitaine, celle de 1962.

## Biographie

### Carrière en club
Défenseur central devenu célèbre pour son élégance et son toucher de balle, Mauro Ramos est repéré à la Sociedade Esportiva Sanjoanense (pt), club de Boa Vista, et réalise ensuite l'essentiel de sa carrière dans deux des plus grands clubs du pays, basés à São Paulo : le São Paulo FC pendant les années 1950, puis le grand Santos FC au début des années 1960.
Il fait ses débuts au São Paulo FC le 21 mars 1948. En onze saisons, il remporte le championnat de l'État de São Paulo à quatre reprises, en 1948 et 1949, puis en 1953 et 1957. Ses performances lui permettent de faire ses débuts en équipe nationale fin 1949. Il est promu capitaine de l'équipe. Il quitte finalement le club après sa 12e saison au club, fin 1959, après des désaccords avec ses dirigeants. Son bilan officiel au São Paulo FC est de 498 matchs toutes compétitions confondues (303 victoires, 2 buts), dont 340 matchs officiels (215 victoires, sans but) et 276 matchs en championnat paulista (187 victoires) (d'autres sources non-officielles comptent 444 matchs toutes compétitions confondues).
À cette époque, ses adversaires l'ont parfois surnommé Martha Rocha, en référence à la première Miss Brésil élue en 1954, pour se moquer de son style de jeu et l'attention qu'il porte à son apparence et son habillement,.
Début 1960, il est transféré comme 5 millions de cruzeiros au Santos FC, le club du jeune Pelé, où il va former avec Raul Donazar Calvet (pt) une défense centrale particulièrement hermétique. Le club connaît vite un très grand succès. Mauro remporte le championnat de l'État de São Paulo à cinq reprises entre 1960 et 1965. Sur le plan national, le Santos FC remporte la Taça Brasil (l'ancêtre du championnat du Brésil), cinq années d'affilée, de 1961 à 1965. La formation s'impose finalement comme la meilleure équipe du monde en 1962 et 1963, en remportant deux années d'affilée la Copa Libertadores puis la Coupe intercontinentale. Les Brésiliens battent lors de ses finales successives le CA Peñarol, double tenant de la Copa Libertadores, le Benfica Lisbonne d'Eusébio, les Argentins de Boca Juniors, puis le Milan AC, après un match d'appui. Il quitte le club en 1967 sur un total de 354 matchs (pour un but).
Il termine sa carrière sportive au Mexique, au Club Toluca, qui lui propose pour la saison 1967-1968 un contrat alléchant. Il y remporte un dernier titre, le championnat du Mexique.

### Sélection nationale
Il honore ses premières capes avec l’équipe du Brésil à l'occasion du Championnat sud-américain de football de 1949, au cours duquel il remporte à 19 ans son premier trophée. Dans les années 1950 il est l'éternel remplaçant en défense centrale, derrière Pinheiro, Bellini ou encore Orlando. Il est convoqué, mais n'entre pas en jeu, pour les Coupes du monde de 1954 et de 1958. À l'issue de la Coupe du monde de 1958, remportée par le Brésil, il ne compte que huit apparitions en équipe nationale en près de dix ans de carrière.
Quatre ans plus tard, pour la Coupe du monde en 1962, il prend la place de titulaire, et le brassard de capitaine, à son compatriote et rival Hideraldo Bellini. Titulaire lors des six matchs, il remporte le tournoi et succède à Bellini dans la liste des capitaines champions du monde,. Bien qu'il reste convoqué jusqu'à la Coupe du monde en 1966, sa 30e et dernière apparition sous le maillot Auriverde date du 21 novembre 1965, lors d'un match amical contre l'Union soviétique au cours duquel il remplace Bellini.

### Entraîneur
Il se reconvertit comme entraîneur dès la fin de sa carrière sportive, à l'Oro de Jalisco, un club mexicain basé à Guadalajara, puis il revient au Brésil en novembre 1969. En 1971 il est nommé entraîneur du Santos à la place du glorieux Antoninho et occupe le poste jusqu'en avril 1972. Son bilan est de 39 victoires en 78 matchs, sans nouveau titre pour le club. Après un deuxième passage au Club de Jalisco de février 1973 à mars 1974, sans grand succès, il décide de quitter le monde du football.

## Clubs

### Joueur
- 1948-1959 : São Paulo Futebol Clube ( Brésil)
- 1960-1967 : Santos Futebol Clube (Santos) ( Brésil)
- 1967-1968 : Deportivo Toluca Fútbol Club ( Mexique)

## Palmarès

### Sélection
Avec l’équipe du Brésil
- Vainqueur de la Coupe du monde en 1958 et de la Coupe du monde en 1962
- Vainqueur du Championnat sud-américain en 1949
- Vainqueur de la Copa Rio Branco en 1950[12]
- Vainqueur de la Copa Roca en 1963[13]

### Clubs
Avec le São Paulo FC
- Vainqueur du Tournoi Rio-São Paulo en 1959
- Champion de l'État de São Paulo en 1948, 1949, 1953, 1957

Avec le Santos FC
- Vainqueur de la Coupe intercontinentale en 1962 et 1963
- Vainqueur de la Copa Libertadores en 1962 et 1963
- Vainqueur de la Coupe du Brésil en 1961, 1962, 1963, 1964 et 1965
- Vainqueur du Tournoi Rio-São Paulo en 1963, 1964 et 1966
- Champion de l'État de São Paulo en 1960, 1961, 1962, 1964 et 1965

Avec le Club Toluca
- Champion du Mexique en 1967-1968